# Lac des Dauphins
Le lac des Dauphins est un lac d'eau douce situé dans la ville de Montréal, dans la région administrative de Montréal, au Québec, au Canada.

## Géographie
Ce lac, qui fut créé artificiellement pour l’Exposition universelle de Montréal, tenue en 1967, est situé dans la partie nord de l’île Sainte-Hélène, dans le parc d’attractions La Ronde, à Montréal.

## Toponymie
Le toponyme « Lac des Dauphins » a été officialisé le 22 janvier 1974 par la Commission de toponymie du Québec, en référence à l’ancienne présence de dauphins qui donnaient des spectacles dans un aquarium situé à proximité.
Notons que ce toponyme avait été accepté en 1965 par la Commission de géographie du Québec, ancien nom de l’actuelle Commission de toponymie du Québec.